# Mardi Gras: Spring Break
Mardi Gras: Spring Break (Brasil: Loucuras de Carnaval / Portugal: Mardi Gras: Uma Loucura De Carnaval é um filme estadunidense do gênero comédia de 2011, dirigido por Phil Dornfield e estrelado por Nicholas D'Agosto, Josh Gad, Bret Harrison, Arielle Kebbel, Danneel Harris, Regina Hall e Carmen Electra, sobre um trio de jovens estudantes universitários que visitam Nova Orleans durante a temporada de Mardi Gras.

## Sinopse
Três amigos Mike, Bump e Scottie estão no último ano da faculdade e buscam muita farra e diversão. Para isso, decidem festejar o famoso carnaval de Nova Orleans, e se entregam a uma viagem repleta de confusões, muitas bebidas e mulheres que topam tudo para se divertir.

## Elenco
- Nicholas D'Agosto - Mike
- Josh Gad - Bump
- Bret Harrison - Scottie
- Arielle Kebbel - Lucy
- Danneel Harris - Erica
- Regina Hall - Ann Marie
- Carmen Electra - Ela mesma
- Becky O'Donohue - Cousin Janice
- Jessie O'Donohue - Cousin Janine
- Jessica Heap - Oyster Chick
- Julin Jean - Sarah
- Gary Grubbs - Sr. Duluth
- Denise Williamson - Samantha
- J. Patrick McNamara - Professor Fleischman